# Elwendia capusii
Elwendia capusii är en växtart i släktet Elwendia och familjen flockblommiga växter.
Arten förekommer i Centralasien. Den beskrevs först av Adrien René Franchet och fick sitt nu gällande namn av Michail Pimenov och Jevgenij Kljujkov.